# Typ 2 Ho-I
Typ 2 Ho-I – japoński czołg średni z okresu II wojny światowej.
Czołg Typ 2 Ho-I był czołgiem wsparcia. Wykorzystywał to samo podwozie co czołg Typ 1 Chi-He, ale uzbrojony był w armatę kalibru 75 mm Typ 99. Miała ona mniejszą przebijalność, ale większa masa pocisku sprawiała, że lepiej nadawała się do zwalczania celów nieopancerzonych, takich jak stanowiska piechoty.
Czołg Typ 2 Ho-I miał klasyczną konstrukcję. W tylnej części nitowanego kadłuba umieszczono sześciocylindrowy silnik wysokoprężny. Układ jezdny składał się z sześciu kół jezdnych, koła napędowego, napinającego i trzech rolek podtrzymujących gąsienicę. Cztery środkowe koła jezdne były zblokowane po dwa i amortyzowane poziomymi resorami śrubowymi, koła skrajne były zawieszone niezależnie i amortyzowane ukośnymi resorami śrubowymi. Czołg był uzbrojony w armatę czołgową kalibru 75 mm Typ 99. Uzbrojeniem dodatkowym były dwa czołgowe karabiny maszynowe Typ 97, z których jeden zamocowany był z tyłu wieży, a drugi obok kierowcy. Załoga składała się z kierowcy, strzelca kadłubowego km, celowniczego, ładowniczego i dowódcy.